# 单叶豆
单叶豆（学名：Ellipanthus glabrifolius）是牛栓藤科单叶豆属的植物，是中国的特有植物。分布于中国大陆的海南等地，多生在山坡密林中，目前尚未由人工引种栽培。

## 别名
知荆、鬼荔枝（广东）